# Hans Gerny
Hans Gerny (Olten, 26 giugno 1937 – Berna, 19 gennaio 2021) è stato un vescovo vetero-cattolico svizzero.

## Biografia
Dopo gli studi in teologia alla Facoltà teologica cattolica cristiana dell'Università di Berna divenne coadiutore a Möhlin e in seguito parroco di Wegenstetten-Hellikon-Zuzgen (tra il 1962 e il 1971), di Baden-Brugg (tra il 1962 e il 1965) e di Basilea (tra il 1971 e il 1986). Il 9 giugno 1986 fu eletto vescovo a Bienne e il 26 ottobre dello stesso anno fu consacrato nella Chiesa cittadina di San Martino a Olten dall'arcivescovo di Utrecht Antonius Jan Glazemaker. Nel 2001 ottenne la laurea honoris causa presso l'Accademia cattolica cristiana di Varsavia.
Durante il suo periodo di servizio pastorale come vescovo, precisamente nel 1999, la Chiesa cattolica cristiana svizzera introdusse l'ordinazione femminile. Fu sua richiesta che questa domanda venisse discussa in seno all'Unione di Utrecht per arrivare ad una decisione senza provocare scismi.

## Genealogia episcopale
La genealogia episcopale è:
CHIESA CATTOLICA
- Cardinale Scipione Rebiba
- Cardinale Giulio Antonio Santori
- Cardinale Girolamo Bernerio, O.P.
- Arcivescovo Galeazzo Sanvitale
- Cardinale Ludovico Ludovisi
- Cardinale Luigi Caetani
- Vescovo Giovanni Battista Scanaroli
- Cardinale Antonio Barberini iuniore
- Arcivescovo Charles-Maurice le Tellier
- Vescovo Jacques Bénigne Bossuet
- Vescovo Jacques de Goyon de Matignon
- Vescovo Dominique Marie Varlet

CHIESA ROMANO-CATTOLICA OLANDESE DEL CLERO VETERO EPISCOPALE
- Arcivescovo Petrus Johannes Meindaerts
- Vescovo Johannes van Stiphout
- Arcivescovo Walter van Nieuwenhuisen
- Vescovo Adrian Jan Broekman
- Arcivescovo Jan van Rhijn
- Vescovo Gisbert van Jong
- Arcivescovo Willibrord van Os
- Vescovo Jan Bon
- Arcivescovo Johannes van Santen

CHIESA VETERO-CATTOLICA
- Arcivescovo Hermann Heykamp
- Vescovo Gasparus Johannes van Rinkel
- Arcivescovo Gerardus Gul
- Vescovo Henricus Johannes Theodorus van Vlijmen
- Arcivescovo Franciscus Kenninck
- Vescovo Johannes Hermannus Berends
- Arcivescovo Andreas Rinkel
- Arcivescovo Marinus Kok
- Arcivescovo Antonius Jan Glazemaker
- Vescovo Hans Gerny